# Ligne 65 du tramway de Bruxelles
Pour les articles homonymes, voir Ligne 65.
La ligne 65 est une ancienne ligne du tramway de Bruxelles qui reliait Bruxelles à Schaerbeek jusqu'en 1957.

## Histoire
La ligne est supprimée le 25 novembre 1957 et remplacée par une ligne d'autobus sous le même indice[réf. nécessaire],.